# Скавінек
Скавінек (пол. Skawinek) — село в Польщі, у гміні Бихава Люблінського повіту Люблінського воєводства.
Населення — 89 осіб (2011).

## Демографія
Демографічна структура станом на 31 березня 2011 року:
|          | Загалом | Допрацездатний вік | Працездатний вік | Постпрацездатний вік |
| -------- | ------- | ------------------ | ---------------- | -------------------- |
| Чоловіки | 49      | 9                  | 35               | 5                    |
| Жінки    | 40      | 8                  | 24               | 8                    |
| Разом    | 89      | 17                 | 59               | 13                   |